# Bruno Reichart

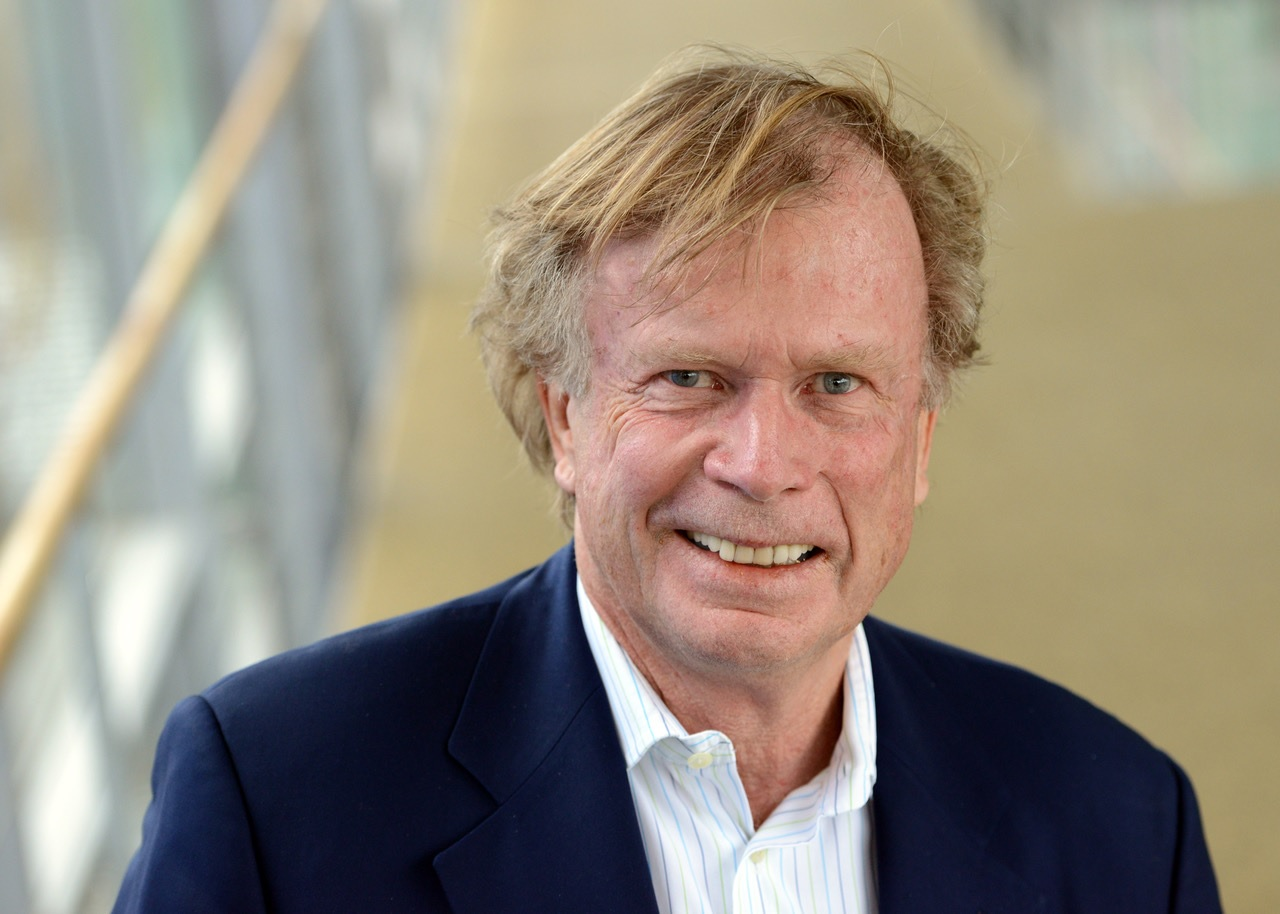
Bruno Reichart

Bruno Reichart (* 18. Januar 1943 in Wien, ehem. Deutsches Reich) ist ein deutscher Herzchirurg und Hochschullehrer. Ihm gelang 1983 die erste Herz-Lungentransplantation in Deutschland. Von 1984 bis 1990 war er Professor an der Universität Kapstadt. Anschließend war er an der Ludwig-Maximilians-Universität München Ordinarius für Herzchirurgie.

## Leben
Reichart wuchs in Ingolstadt auf und besuchte dort das Christoph-Scheiner-Gymnasium. Nach dem Abitur studierte er an der Friedrich-Alexander-Universität Erlangen und der Ludwig-Maximilians-Universität München Medizin. 1968 wurde er in München mit einer hämatologischen Doktorarbeit summa cum laude promoviert. Die zweijährige Medizinalassistentenzeit absolvierte er in der Gynäkologie, Chirurgie und Inneren Medizin an der LMU. 1971 wechselte er als Assistent zu Rudolf Zenker, dem damaligen Ordinarius für Chirurgie in München. Im Rahmen der internen Rotation fing Reichart zwei Monate später in der Herzchirurgie an. Zeitlebens verließ er dieses Fachgebiet nicht mehr. Nach einer Zeit als Assistent bei Werner Klinner folgten in den frühen 1970er Jahren unter anderem Stationen in Memphis (Tennessee) am  Baptist Memorial Hospital und im kalifornischen Palo Alto an der Stanford University bei Norman Shumway. 1977 wurde Reichart an der Herzchirurgie der LMU Oberarzt. Seiner Habilitation von 1978 folgte 1980 die Berufung  zum Professor an der LMU. 2011 wurde er emeritiert.

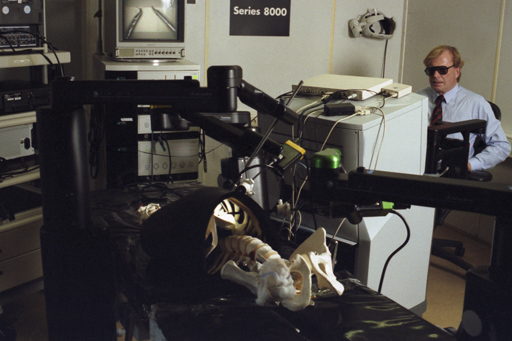
Bruno Reichart am Klinikum Großhadern beim Steuern eines Operationsroboters, 1999

Seine erste Herztransplantation führte Reichart 1981 am Klinikum Großhadern durch. Bis 1984 verpflanzte er dort 23 Spenderherzen. Als Erster in Deutschland implantierte Reichart am 13. Februar 1983 Herz und Lunge. Die Herz-Lungen-Operation war zwar technisch gelungen, doch der Patient verstarb später an Leber- und Nierenversagen. Mehr Erfolg stellte sich beim zweiten Versuch am 29. Mai 1984 ein, bei dem der Patient die Operation etwa fünf Jahre überlebte.
Noch im selben Jahr folgte Reichart dem Ruf an die Universität Kapstadt, die als liberale Bastion gegen das Apartheidsregime in Südafrika galt. Auf Vorschlag von Christiaan Barnard, dem Pionier der Herztransplantation, übernahm Reichart im September 1984 die Leitung der Chirurgischen Abteilungen für Herz- und Lungenerkrankungen am Groote Schuur Hospital und am Red-Cross Children’s Hospital und führte dort sein Herz-Lungen-Programm fort. In dieser Zeit befasste er sich zudem wissenschaftlich mit der Konservierung von Lungen und mit der Diagnose von Lungenabstoßungen.
Im Januar 1990 kehrte Reichart als Ordinarius der Herzchirurgie des Universitätsklinikums München nach Großhadern zurück. Dort baute er neben der erfolgreichen Kinderherzchirurgie mit Referenzzentrum für Kinder-Herztransplantation auch eine Herzchirurgische Abteilung für Erwachsene im benachbarten Augustinum, einem Lehrkrankenhaus der LMU, auf. 1993 setzte Reichart als Erster in Europa einem jungen Mann ein vollimplantierbares Teil-Kunstherz (Novacor) ein, was eine Wartezeit von einigen Wochen bis zur Transplantation eines menschlichen Herzen ermöglichte. Der Patient überlebte bis 2005. Ein weiterer Höhepunkt ist 1997 die erste Herz-Lungen-Leber-Verpflanzung. Die Patientin überlebte zwölf Jahre.
Wissenschaftlich setzte sich Reichart seit 1992 mit der Xenotransplantation auseinander und arbeitet von 1998 bis 2004 für die Bayerische Forschungsstiftung an deren Entwicklung. Im Anschluss war Reichart von 2004 bis 2012 Vorstand des Sonderforschungsbereich für Xenotransplantation der Deutschen Forschungsgemeinschaft (DFG). Daneben widmete er sich der Verbesserung der thorakalen Transplantation mit neuen Immunsuppressiva und war in Großhadern bis 2011 federführend in der Lungentransplantation. Derzeit forscht er primär an der Verpflanzung von aus Schweinen gewonnenen Geweben und Organen, in der er und seine Mitarbeiter eine Möglichkeit für die Zukunft sehen, dem gravierenden Mangel an Spenderorganen entgegenzuwirken. Seit 2012 fungiert Reichart als Koordinator des transregionalen DFG-Sonderforschungsbereichs für „Biologie der xenogenen Zell- und Organtransplantation“.
In seinen Forschungen zur Transplantation von Schweineherzen in Paviane konnte er verschiedene Hürden überwinden. Bei der Begutachtung von Transplantationszentren in Schweden fand er eine Methode, die Kühlung von Spenderherzen von Schweinen vor der Transplantation zu umgehen, da dort teilweise eine spezielle Nährlösung statt der Kühlung benutzt wurde. Die Schweineherzen reagierten besonders empfindlich auf Kühlung. Ein weiteres Problem war, dass die Schweineherzen in den Pavianen weiterwuchsen, was unterdrückt werden konnte durch Wechsel auf ein Immunsuppressivum, das auch als Krebstherapeutikum verwendet wurde, wo es das Tumorwachstum unterdrückte.
Von 1989 bis 1990 war Reichart Präsident der Internationalen Gesellschaft für Herztransplantation, von 2000 bis 2012 Schatzmeister der Deutschen Transplantationsgesellschaft und Mitglied der Ständigen Kommission Organtransplantation der Bundesärztekammer.
Reichart war Gastprofessor in Boston (1978), Birmingham (1978), Milwaukee (1979), Paris (1980) und Stanford/Kalifornien (1980, 1981 und 1982).
Reichart ist seit 1985 mit der Journalistin Elke Dietrich verheiratet und lebt in Leutstetten. 1987 bekam das Paar einen Sohn, der ebenfalls als Arzt tätig ist.

## Ehrungen
- Bundesverdienstkreuz 1. Klasse (2008)
- Ehrendoktorwürde von der Tierärztlichen Fakultät der LMU (2010)[5]
- Ehrenmitgliedschaft der Deutschen Transplantationsgesellschaft (2012)
- Ehrenbürger der Landeshauptstadt München (2014)[7]